# Rasa de la Móra
La Rasa de la Móra és un torrent afluent per l'esquerra de l'Aigua d'Ora.

## Descripció
Neix a 997 msnm sota els Cingles de Taravil, a l'enclavament de Comaposada (terme municipal de Montmajor) tot i que 272 metres després del seu naixement ja entrarà al terme municipal de Navès per on transcorre la resta del seu curs. Els primers 750 metres els recorre avançant ca a les 11 del rellotge fins a arribar a uns 400 metres al sud de Sant Andreu de la Móra. A partir d'aquest punt agafa la direcció predominant cap a l'oest que mantindrà fins a desguassar a l'Aigua d'Ora a 705 msnm després d'haver passat per sota la masia de l'Esclusa Vell.

## Xarxa hidrogràfica
La xarxa hidrogràfica de la Rasa de la Móra està integrada per un total de 8 cursos fluvials. D'aquests, 7 són subsidiaris de 1r nivell.
La totalitat de la xarxa suma una longitud de 6.753 m dels quals 6.006 transcorren pel terme municipal de Navès i la resta pel de Montmajor